# Loïc Féry
Loïc Féry (nacido el 15 de marzo de 1974) es un empresario francés. Fundó la empresa de inversión Chenavari en 2007 y se convirtió en propietario del club de fútbol FC Lorient en 2009.

## Carrera
Féry nació en Nancy. Creció en Pont-à-Mousson, también en Lorena, donde sus padres eran profesores; su padre en educación física, su madre en matemáticas. Obtuvo un Bac C. Asistió a la escuela Lycée du Parc en Lyon y al HEC Paris.
Féry trabajó como operador financiero en Hong Kong y Londres antes de fundar Chenavari. En 2020, Chenavari tenía 5.000 millones de dólares en activos. Consideró comprar el OGC Nice, el Nîmes Olympique, el Grenoble Foot 38 o el Sheffield Wednesday antes de comprar el FC Lorient en 2009. La oferta del Nice en 2001 se hizo con un socio comercial coreano y fue rechazada por falta de transparencia, mientras que el presidente del Nîmes cambió de opinión. ya que su club ascendió a la Ligue 2, y el Sheffield Wednesday se consideró demasiado caro y arriesgado para Féry. En 2012, Lorient era el único club de la Ligue 1 que no estaba endeudado.
A finales de 2012, Féry fue elegido presidente del consejo de administración de la Ligue de Football Professionnel. En julio de 2018, él y Francis Graille del AJ Auxerre fueron elegidos presidentes del mismo organismo para los clubes de la Ligue 2.

## Vida personal
La esposa de Féry, Olivia Féry, nacida Olivia Gravereaux, fue una tenista profesional que también representó a Hong Kong durante su estancia allí. Su hijo Arthur Fery se convirtió en profesional en el mismo deporte, bajo su nacionalidad británica.